# چرخه فقر
در علم اقتصاد، دام یا چرخه فقر توسط مکانیسم‌های خود تقویت کننده ای ایجاد می‌شود که باعث می‌شود فقر، پس از وجود آن، ادامه یابد، مگر این که دخالتی خارجی صورت گیرد. این می‌تواند در طول نسل ادامه داشته باشد، و هنگامی که در کشورهای در حال توسعه چنین اصطلاحی گفته می‌شود، یک دام برای توسعه یافتن نیز شناخته می‌شود.
چرخهٔ فقر پدیده‌ای تعریف شده است که در آن خانواده‌های فقیر به مدت حداقل سه نسل، یعنی مدت زمان کافی برای این که هیچ‌یک از نیاکانی که دارای سرمایه فرهنگی، فکری و اجتماعی لازم برای تغییر شرایط فقیرانه‌شان هستند و قابلیت انتقال آن را دارند دیگر زنده نباشند، فقیر می‌شوند. در محاسبات طول نسل‌های مورد انتظار و دورهٔ زندگی نیاکان، میانهٔ پایین‌تر سن والدین در این خانواده‌ها با دوره زندگی کوتاهتر در بسیاری از این گروه‌ها خنثی می‌شود.